# 大倉忠義
大倉忠義（日语：／ Ōkura Tadayoshi，1985年5月16日—），日本演員、歌手。現為SMILE-UP.旗下偶像團體「SUPER EIGHT」成員之一，團體以樂團形式演出時擔任鼓手。

## 生平
- 1997年进入杰尼斯事务所，开始以小杰尼斯的身份展開演艺活动[1]。同期还有后来结成关西杰尼斯8的队友丸山隆平、安田章大、锦户亮。
- 2004年结成关西杰尼斯8，正式出道。
- 2010年出演电影《大奥》，首次出演电影角色，饰演「鹤岡」一角并与二宫和也饰演的水野进行决斗。[2]
- 其父親大倉忠司為日本連鎖知名居酒屋鳥貴族（とりきぞく）之社長，常有粉絲以「繳稅」名義到店消費支持[3]。

## 參與演出

### 電視劇
- 怖い日曜日·第10回「記憶からの使者～よみがえる過去の恐怖!!」（日本電視台系列·2000年9月10日放送）
- 想變成灰姑娘/主演 倉持凡・鳴海坂剣（TBS·2006年)
- 劇團演技者 第19彈 「Intelligence」/主演 はじめ（富士電視台·2006年）
- 関ジャニ∞青春drama serise「Double」（複体）/大倉 （關西電視台‧2006年12月28日）
- 関ジャニ∞青春drama serise「蹴鞠師」/七海慎一（關西電視台‧2006年12月29日）
- 必殺仕事人/からくり屋的源太（朝日電視台‧2007年7月7日）
- 歌姬/神宮寺（TBS系‧2007年10月12日－2007年12月21日）
- 暴走兄妹/椿純（日本電視台‧2008年7月12日－2008年9月20日）
- 必殺仕事人2009/からくり屋の源太（朝日電視台‧2009年1月9日－2009年4月10日）
- ＲＯＭＥＳ　空港防御システム/主演 成嶋優彌（NHK‧2009年10月15日－2009年12月,全九回）
- GM 〜踊れドクター/本木健介 （TBS系‧2010年7月18日－2010年9月19日,全十回）
- 生まれる。/林田太一 （TBS系‧2011年4月－2011年6月24日,全十回）
- 24時間電視特別劇 只要活著就好/工藤翔太 （日本電視台‧2011年8月20日）
- 三毛貓福爾摩斯的推理/石津良平 （日本電視台‧2012年4月14日－2012年6月23日）
- 爸爸偶像/ 大倉忠義(本人役) （TBS‧2012年4月19日－2012年6月28日）
- 天氣姐姐 /青木豪太（朝日電視台 2013年4月－6月）
- Dr.DMAT /主演 八雲響 （TBS ‧2014年1月9日－2014年3月20日）
- 抖S刑警 /代官山脩介  (日本電視台)
- 基督山伯爵:華麗的復仇/南条幸男 (日本富士電視台)  (2018年4月19日－2018年6月13日)
- 認識的妻子 /主演 劍崎元春（富士電視台‧2021年1月7日－2021年3月18日) [4]

### 电影
- 大奥/鶴岡。（2010年）
- 關八戰隊/主演‧大川良介（Green）（2012年）
- 一百次的哭泣/主演:藤井秀一（2013年）
- 關八戰隊2/主演‧大川良介（Green）（2014年）
- 幸運情人草/柘植曉（2014年）
- 疾風迴旋曲/根津昇平（2016年）
- 愛在末路之境/大伴恭一(2020年）

### 廣播
- 村上信五の週刊関ジャニ通信（ABC RADIO） ※不定期出演
- 聞くジャニ∞（MBS RADIO） ※不定期出演
- RECOMMEN!（日语：レコメン!）（文化放送）※不定期出演
- 關8大倉忠義 喜歡週日呀（日语：関ジャニ∞大倉忠義 日曜日好っきゃねん）（；2013年4月7日 - 2014年3月23日，日本放送）
- 關8大倉忠義 喜歡廣播呀（関ジャニ∞大倉忠義 ラジオ好っきゃねん；2014年4月5日 - 2015年3月28日，日本放送）
- All Night Nippon週六特集 大倉君與高橋君（日语：オールナイトニッポンサタデースペシャル 大倉くんと高橋くん）（；2015年4月4日 - 2020年3月28日，日本放送）

### 广告
- HOUSE食品「好きやねん」（関西地區限定播放）
- 大塚食品　オロナミンC「関ジャニ入らへん？・特訓」編
- 東京NEWS通信社「TV GUIDE」（2006年聖誕節超特大號・2007年元月超特大號）
- 日清食品「日清炒麵U.F.O.」男道場 MEN篇（2007年3月）
- 日清食品「日清炒麵U.F.O.」男道場　幸運篇（2007年6月）
- 日清食品「日清炒麵U.F.O. NEXT GENERATION」「あなたならどっち」篇
- 日清食品「日清炒麵U.F.O.」男道場 圈外篇
- 日清食品「日清炒麵U.F.O.」男道場 滿月篇
- エム ティーアイ  music.jp
- 森永製菓  ハイチュウ

### 舞台劇
※僅列出個人活動部分，團體共同參與的演出請參照關8相關欄目。
- KYO TO KYO（1998年4月、7月－9月）
- 瀧澤演舞城（新橋演舞城）（2006年3－4月）
- Endless SHOCK （2008年1月6日－2月26日）

### 演唱會
※正式組成關8後的活動請參照關8相關欄目。
- 2006年8月29日・30日「渋谷すばるwith大倉BAND」（東京國際Forum），追加公演9月17日
- 「大倉忠義concert」 
2008年10月11日－2008年10月21日（東京台場・青海J地區特設會場「Johnnys Theater」）

## 影音作品
※有關以關8身份之活動，請參考關8相關欄目。

### 電視劇VHS、DVD
- 2006年10月27日　想變成灰姑娘
- 2010年5月12日　ROMES～機場防禦系統～
- 2013年4月12日    天氣姐姐
- 2014年2月5日    一百次的哭泣
- 2014年7月9日    Dr.DMAT

## 相關項目
- 關西傑尼斯8

## 外部連結
- 大倉忠義的X（前Twitter）